# Bure (woreda)
Pour les articles homonymes, voir Bure.
Bure est un woreda de l'ouest de l'Éthiopie situé dans la zone Illubabor de la région Oromia.
Situé dans l'ouest de la zone Illubabor, le woreda Bure est limitrophe de la zone Kelam Welega dans la région Oromia. Il est de plus limitrophe de la région Gambela.
|               | Hawa Gelan |            |
| Sayo          | Bure       | Metu Zuria |
| Gambela Zuria | Nono       | Huka Halu  |

Son centre administratif s'appelle Bure comme le woreda, et se trouve une soixantaine de kilomètres à l'ouest de Gore sur la route en direction de Gambela.
Une seconde agglomération, appelée Sibo, ou Sibu, se trouve sur la même route à une dizaine de kilomètres du centre administratif.
Le woreda compte 50 841 habitants au recensement national de 2007 dont 11 % de citadins. La population urbaine se compose alors de 3 474 habitants au centre administratif et 2 003 habitants à Sibo. Environ 38 % des habitants du woreda sont orthodoxes, 31 % sont musulmans et 31 % sont protestants.
En 2022, la population du woreda est estimée à 74 786 personnes avec une densité de population de 65 personnes par km2 et 1 156 km2 de superficie.